# دکترین کارتر

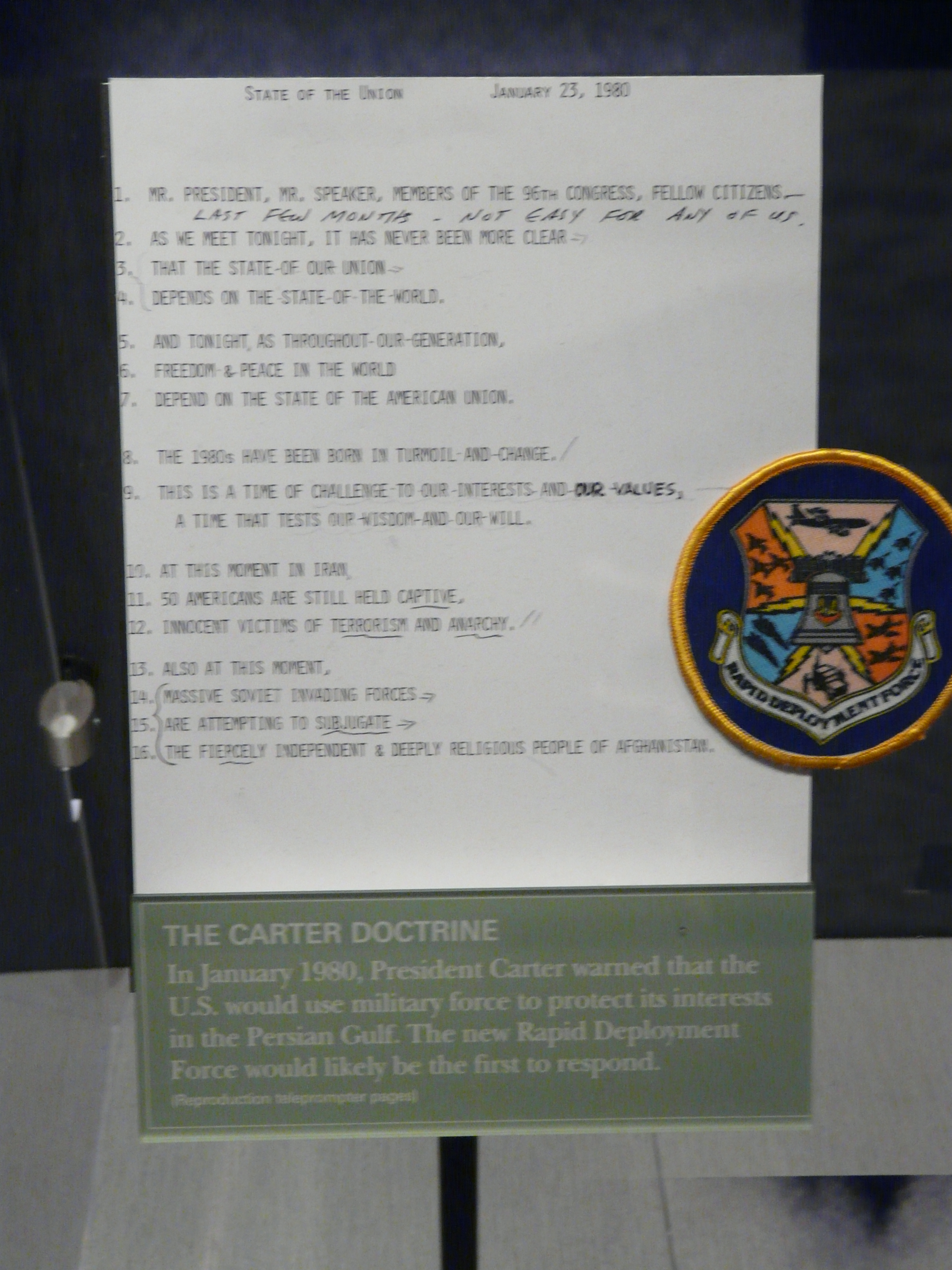
سندی مرتبط با دکترین کارتر

دکترین کارتر سیاستی بود که توسط رئیس‌جمهور ایالات متحده جیمی کارتر در سخنرانی وضعیت اتحادیه او در ۲۳ ژانویه ۱۹۸۰ اعلام شد و بیان داشت که ایالات متحده در صورت لزوم از نیروی نظامی برای دفاع از منافع ملی خود در خلیج فارس استفاده خواهد کرد. . این پاسخی به مداخله اتحاد جماهیر شوروی در افغانستان در سال ۱۹۷۹ بود و قصد داشت اتحاد جماهیر شوروی، دشمن جنگ سرد ایالات متحده را از تلاش برای دستیابی به هژمونی در منطقه خلیج فارس بازدارد.

جمله کلیدی زیر که توسط زبیگنیو برژینسکی، مشاور امنیت ملی رئیس‌جمهور کارتر نوشته شده‌است، بخش را به پایان می‌رساند:
بگذارید موضع ما کاملاً روشن باشد: تلاش هر نیروی خارجی برای به دست گرفتن کنترل منطقه خلیج فارس، تهاجم به منافع حیاتی ایالات متحده آمریکا تلقی خواهد شد و چنین تهاجمی به هر وسیله ای که لازم باشد از جمله نیروی نظامی دفع خواهد شد.
برژینسکی این عبارت را از دکترین ترومن الگوبرداری کرد، و اصرار داشت که این جمله در سخنرانی گنجانده شود «تا کاملاً روشن شود که شوروی باید از خلیج فارس دور بماند».
در پاداش: تلاشی حماسی برای نفت، پول و قدرت، نویسنده، دانیل یرگین، اشاره می‌کند که دکترین کارتر «شباهت‌های شگفت‌انگیزی» با بیانیه بریتانیا در سال ۱۹۰۳ داشت که در آن ، وزیر امور خارجه بریتانیا، لرد لندزداون به روسیه و آلمان هشدار داد که انگلیسی‌ها ایجاد یک پایگاه دریایی یا یک بندر مستحکم در خلیج فارس توسط هر قدرت دیگری را به عنوان تهدیدی بسیار بزرگ برای منافع بریتانیا تلقی خواهند کرد و ما باید با تمام امکاناتی که در اختیار داریم در برابر آن مقاومت کنیم.

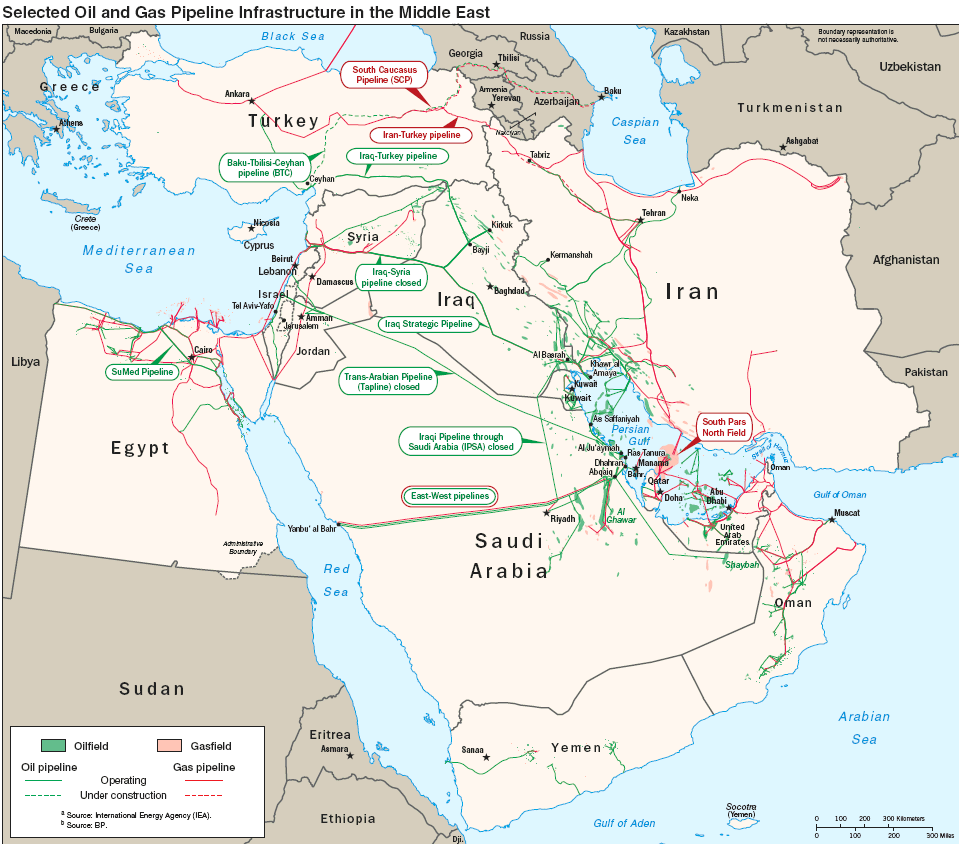
منابع نفت و گاز در منطقه خلیج فارس

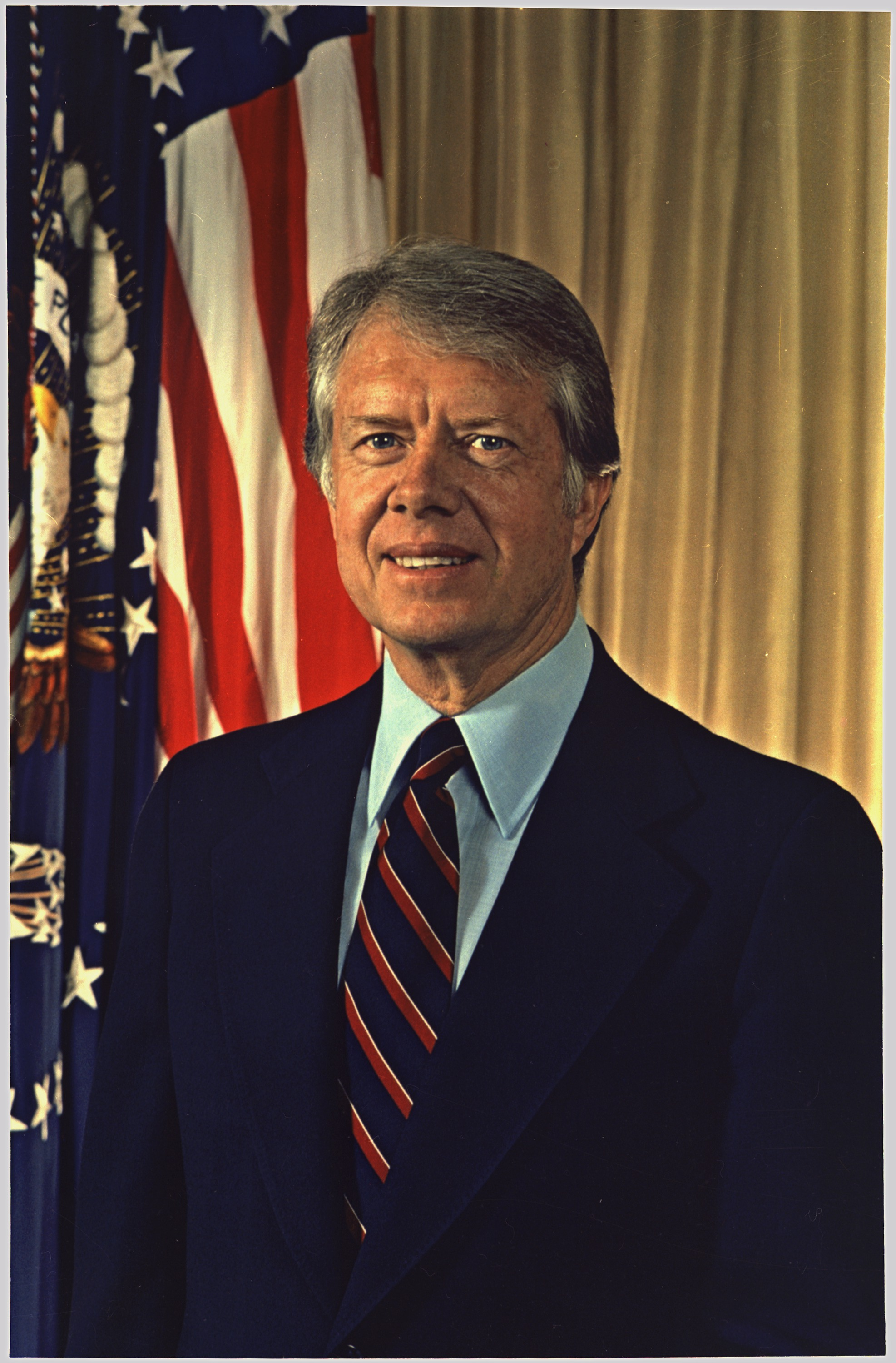
جیمی کارتر رئیس‌جمهور آمریکا

## پیاده‌سازی
دولت کارتر شروع به ایجاد نیروی استقرار سریع کرد که در نهایت به سنتکام تبدیل شد. در این میان، دولت از کنگره خواست تا ثبت خدمات انتخابی را مجدداً آغاز کند، پیشنهاد افزایش پنج درصدی هزینه‌های نظامی برای هر یک از پنج سال آینده، و گسترش حضور نیروی دریایی ایالات متحده در خلیج فارس و اقیانوس هند را داد. : 855  : 123 
جورج اف کنان، استراتژیست بازنشسته، واکنش منفی به آن نشان داد. ادوارد کندی، سناتور ایالات متحده، متهم کرد که کارتر بیش از حد واکنش نشان داده، تهدید شوروی را اغراق کرده‌است، و موفق به اقدام به صورت دیپلماتیک نشده‌است. کندی این ادعاها را در جریان رقابت‌های مقدماتی ریاست جمهوری دموکرات‌ها در سال ۱۹۸۰ که در آن شکست خورد تکرار کرد.
جانشین کارتر، رونالد ریگان، این سیاست را در اکتبر ۱۹۸۱ با آنچه که گاهی اوقات "پی‌آیند ریگان برای دکترین کارتر " نامیده می‌شود، گسترش داد، که اعلام کرد که ایالات متحده برای محافظت از عربستان سعودی، که گمان می‌رود امنیت آن در دوران جنگ ایران عراق مورد تهدید قرار گرفته مداخله خواهد کرد؛ بنابراین، در حالی که دکترین کارتر هشدار می‌داد که نیروهای خارجی از منطقه دور شوند، پی آیند ریگان متعهد شد که ثبات داخلی را تضمین کند. به گفته دیپلمات هاوارد تیچر، "با اعلام پی آیند ریگان، زمینه سیاست برای عملیات طوفان صحرا فراهم شد."

## یادداشت
1. ↑  Brzezinski, Zbigniew. Power and Principle: Memoirs of the National Security Adviser, 1977-1981. New York: Farrar, Straus, Giroux, 1983. شابک ‎۰−۳۷۴−۲۳۶۶۳−۱. pg. 444.
2. ↑  Huang, Jennifer (March 19, 2003), "A Cold War Legacy of Persian Gulf Conflict", Independent Arts and Media, Newsdesk.org, archived from the original on August 19, 2008, retrieved 2008-10-16
3. ↑  (Yergin 1991)
4. ↑  Teicher, Howard and Gayle Radley Teicher. Twin Pillars to Desert Storm: America's Flawed Vision in the Middle East from Nixon to Bush. New York: Morrow, 1993. pp. 145-6